# Anne-Marie Périer
Pour les articles homonymes, voir Périer.
Anne-Marie Périer est une journaliste française née le 5 avril 1945 à Neuilly-sur-Seine.

## Biographie

### Origines
Anne-Marie Périer, née Pillu, est la fille de l'actrice Jacqueline Porel et de l'acteur François Périer (né Pillu).
Elle est ainsi la sœur de l'assistant réalisateur Jean-Pierre Périer (mort en 1966), la demi-sœur des photographe Jean-Marie Périer et acteur Marc Porel (mort en 1983). L'homme de radio José Artur a été son précepteur.

### Carrière
Anne-Marie Périer est principalement connue pour avoir été la plus jeune rédactrice en chef du magazine pour adolescentes Mademoiselle Âge tendre, ainsi que la directrice de la publication du magazine masculin Lui. 
De manière anecdotique, la sœur du chanteur Michel Berger, Franka Berger, prend sa place sous son pseudonyme, à sa demande, à Europe 1 pour une émission de beauté. 
Longtemps journaliste dans le magazine Elle, Anne-Marie Périer en devient rédactrice en chef en 2002. En 2015, elle innove et coordonne la conception de deux numéros de l'hebdomadaire Elle avec les photographies des actrices Sandrine Kiberlain et Emmanuelle Béart en première de couverture. 

### Vie privée
Anne-Marie Périer a été mariée à l'acteur et réalisateur Claude Barrois, dont elle a eu deux fils : Paul et Mathias ; ainsi que trois petits-fils, Antoine, Martin et Abel[réf. nécessaire].
Divorcée, elle épouse le chanteur Michel Sardou le 11 octobre 1999, à la mairie de Neuilly-sur-Seine ; les témoins du mariage sont les chanteurs Eddy Mitchell et Johnny Hallyday. Les époux sont unis par le maire de la ville qui est alors Nicolas Sarkozy.

## Confusion par homophonie
Anne-Marie Périer ne doit pas être confondue avec l'épouse de Jean-Pierre Raffarin, Anne-Marie Perrier, dont le nom est un homophone.

## Publications
- Belles, belles, belles : par Anne-Marie Périer, Le Livre de poche, 1967
- Les années Elle : 1945-2000, Filipacchi, 31 octobre 1999, 511 p. (ISBN 978-2-85018-681-3)